# Ангел і Жінка
Ангел і жінка (фр. L'Ange et la femme) — канадійський фантастичний романтичний фільм 1977 року, написаний та знятий Жилем Карлом із Керол Лор, Льюїсом Ф'юрі та Стівеном Леком у головних ролях. У фільмі розповідається про жінку, яка після жорстокого пострілу гине в снігу та воскрешається ангелом, який закохується в неї та зрештою навчить її, як спалювати предмети своїм розумом. Фільм повністю знятий у чорно-білому режимі та викликав деякі суперечки через відверті неімітовані сцени сексу між головними героїнею та героєм.

## Короткий сюжет
Ангел Гавриїл знаходить у засніженому лісі тіло вбитої жінки. Він забирає її до своєї хатини і воскрешає. Зачарований її красою, ангел закохується в жінку, яка нічого не пам'ятає про своє минуле життя. Поступово вона вчиться жити заново, заколисана пристрастю та принциповістю ангела. Впізнавши своїх нападників серед тривожних постатей, що причаїлися надворі, жінка переслідує їх, біжучи назустріч своїй загибелі.

## Акторський склад
| Актор                 | Роль           |
| --------------------- | -------------- |
| Керол Лор             | дівчина        |
| Льюїс Ф'юрі           | ангел Габріель |
| Жан Комптуа           | бандит         |
| Джо Елснор            | бандит         |
| Конрад Петерсон       | бандит         |
| Стівен Дж. Рот        | бандит         |
| Стівен Лак            | гість          |
| П'єр Жіард            | гість          |
| Штефан Воль           | гість          |
| Девід Кейсі           | гість          |
| Реаль Бельзе-Бельваль | гість          |
| Дж. Лео Ганьон        | батько         |
| Жанна Ганьон          | мати           |
| Давид Шимо            | шофер          |
| Жорж Левек            | камердинер     |

## Виробництво
Цей фільм містить неімітовані сексуальні акти (вагінальне проникнення, феляція та еякуляція) між двома головними акторами, Керол Лор і Льюїсом Ф'юрі. Фактом є те, що на початку зйомок Лор була дівчиною режисера Жиля Карля. За задумом Карл, статевий акт між Лор і Ф'юрі повинен був залишитися одноразовим, але насправді під час зйомок двоє акторів покохали один одного, переїхали разом і пізніше одружилися.